# Ughandi
Ughandi ist ein Verwaltungsbezirk (englisch Ward) des Distrikts Singida (DC) in der tansanischen Region Singida.

## Geografie
Ughandi ist ein Bezirk im nördlichen Zentralteil von Tansania etwa 20 Kilometer Luftlinie nördlich der Regionshauptstadt Singida. Bei der Volkszählung 2022 lebten 20.686 Menschen in 3947 Haushalten auf einer Fläche von 150 Quadratkilometern.

### Nachbarbezirke
Der Bezirk grenzt im Nordwesten und im Norden an den Distrikt Mkalama, im Westen an Bahi und Südwesten an Singida (MC):
| Iguguno | Kikhonda                                    | Mtinko |
| Msisi   | Kompassrose, die auf Nachbargemeinden zeigt | Kijota |
| Mtipa   |                                             | Mtonge |

## Gliederung
Der Bezirk besteht aus fünf Gemeinden (swahili Mtaa) mit 34 Orten (Kitongoji):
| Misinko - Mfumbu Mageuzi - Mfumbu Mlimani - Mburi - Bondeni - Majengo Mapya - Songambele - Elimu - Mitunduruni | Laghanida - Nguvumali - Nyuki - Amani - Mapinduzi - Ndughwira - Huduma | Ughandi B - Ukombozi - Elimu - Nguvukazi - Mapambano - Majengo - Maendeleo - Maliasili | Ughandi A - Jamhuri - Madukani - Ukombozi - Mapinduzi - Juhudi - Mzalendo - Kilimo - Nyuki | Semfuru - Ighange - Songambele - Kujitegemea - Uzalishaji - Mapinduzi |

## Wirtschaft und Infrastruktur
- Aufforstung: In den Jahren 2011 bis 2014 wurden jeweils rund 50.000 Bäume gepflanzt, im Jahr 2015 waren es 170.000 Bäume.[8]
- Tierhaltung: Der Nutztierbestand liegt bei 7000 Rindern, 5500 Ziegen, 1500 Schafen und 15.000 Hühnern (Stand 2016).[8]
- Bildung: Im Bezirk gibt es zwei weiterführende Schulen.[9] Die Misinko Secondary School[10] und die Ughandi Secondary School[11] sind staatliche Tagesschulen mit einer Ausbildung bis zur 4. Stufe.
- Gesundheit: In den Gemeinden Misinko,[12] Ughandi B[13] und Ughandi A[14] liegt je eine staatliche Apotheke.